# Enrique Del Solar Cáceda
 (février 2021).
La mise en forme du texte ne suit pas les recommandations de Wikipédia : il faut le « wikifier ».
Les points d'amélioration suivants sont les cas les plus fréquents :
- Les titres sont pré-formatés par le logiciel. Ils ne sont ni en capitales, ni en gras.
- Le texte ne doit pas être écrit en capitales (les noms de famille non plus), ni en gras, ni en italique, ni en « petit »…
- Le gras n'est utilisé que pour surligner le titre de l'article dans l'introduction, une seule fois.
- L'italique est rarement utilisé : mots en langue étrangère, titres d'œuvres, noms de bateaux, etc.
- Les citations ne sont pas en italique mais en corps de texte normal. Elles sont entourées par des guillemets français : « et ».
- Les listes à puces sont à éviter, des paragraphes rédigés étant largement préférés. Les tableaux sont à réserver à la présentation de données structurées (résultats, etc.).
- Les appels de note de bas de page (petits chiffres en exposant, introduits par l'outil «  Source ») sont à placer entre la fin de phrase et le point final[comme ça].
- Les liens internes (vers d'autres articles de Wikipédia) sont à choisir avec parcimonie. Créez des liens vers des articles approfondissant le sujet. Les termes génériques sans rapport avec le sujet sont à éviter, ainsi que les répétitions de liens vers un même terme.
- Les liens externes sont à placer uniquement dans une section « Liens externes », à la fin de l'article. Ces liens sont à choisir avec parcimonie suivant les règles définies. Si un lien sert de source à l'article, son insertion dans le texte est à faire par les notes de bas de page.
- La présentation des références doit suivre les conventions bibliographiques. Il est recommandé d'utiliser les modèles {{Ouvrage}}, {{Chapitre}}, {{Article}}, {{Lien web}} et/ou {{Bibliographie}}. Le mode d'édition visuel peut mettre en forme automatiquement les références.
- Insérer une infobox (cadre d'informations à droite) n'est pas obligatoire pour parachever la mise en page.

Pour une aide détaillée, merci de consulter Aide:Wikification.
Si vous pensez que ces points ont été résolus, vous pouvez retirer ce bandeau et améliorer la mise en forme d'un autre article.
 (février 2021).
Si vous disposez d'ouvrages ou d'articles de référence ou si vous connaissez des sites web de qualité traitant du thème abordé ici, merci de compléter l'article en donnant les références utiles à sa vérifiabilité et en les liant à la section « Notes et références ».
Enrique Manuel Del Solar Cáceda (1911-1990) est un biologiste marin péruvien.

## Biographie
Fils de Manuel Vicente Del Solar Gavaz et de Griselda Cáceda Corrales, il grandit dans la propriété familiale de San Jacinto, dans la région d'Ica, sur la côte péruvienne. Il effectue ses études primaires et secondaires à l'ancien collège Anglo-américain, aujourd'hui Collège San Andrés, à Lima. 
En 1949,il épouse Elena Grimanesa Miranda Pacheco avec qui il a deux fils: Enrique Luis et Manuel Alberto. 
Enrique Del Solar Cáceda occupe des fonctions de conseiller technique auprès de plusieurs gouvernements, pour les questions relatives à la pêche. Il est l'auteur d'articles publiés dans le quotidien de Lima El Comercio. Il décède à Miami en 1990 d'un accident vasculaire cérébral. Il est inhumé à Lima.

### Biologiste marin
Del Solar Cáceda obtient le titre de docteur en biologie, à l'université nationale principale de San Marcos. En 1974, il est nommé professeur honoraire en raison de sa contribution exceptionnelle au musée d'histoire naturelle Javier Prado. 
En 1938-39, il étudie à l'Institut impérial des pêches à Tokyo. Il travaille ensuite pour le compte du ministère du Développement du Pérou puis du ministère de l'Agriculture, de 1940 à 1945, sur différents sujets : activités émergentes dans le domaine de la pêche, ingénierie des processus, élevage de la truite.
En 1941, il est conseiller auprès de la première mission nord-américaine pour la pêche. En 1946, il rejoint le secteur privé, dans l'industrie de la pêche. Il initie alors la construction et l'implantation d'entreprises de conserverie et de transformation en vue de la production de farine et d'huile de poisson.
Del Solar Cáceda est conseiller scientifique de la Société nationale de pêcherie, de sa fondation en 1951 jusqu'à 1968, et la préside en 1960. Il représente le Pérou à la majorité des réunions et conférences internationales portant sur les ressources marines et la pêche jusqu'en 1968. En 1963, il est délégué du Pérou au Congrès mondial de l'alimentation à Washington D.C. Durant six années, il est conseiller honoraire de l'Institut péruvien de la mer et, par la suite, président de la Commission consultative du ministère de la Pêche. Il est également nommé conseiller scientifique du musée d'histoire naturelle Javier Prado et professeur invité du Programme de Pêcherie de l'université nationale agraire La Molina.
Enrique Del Solar Cáceda est le cofondateur, avec Eliseo Peine-Montero et Carlos Dogny Larco, de la société Envasadora Nacional del Norte en Chimbotes puis de la Tecnologica deAlimentos S.A., dont les activités portent sur la farine de poisson.

## Découvertes
En 1965, Del Solar Cáceda dirige une mission à bord du chalutier Bettina, qui s'achève par la localisation de vastes bancs de merlus dans la zone correspondant à l'étage sublittoral du plateau continental aux alentours d'Huarmey, vers le nord du pays. En juin 1966, il participe à l'expédition du navire de recherche "Anton Bruun", organisée par l'Académie des Sciences des États-Unis d'Amérique et, en novembre de la même année, il est invité à participer à la mission du navire japonais "Kaiyo Maru", principalement orientée vers la recherche de nouvelles ressources pour la pêche au merlu.
En 1970 est découverte par le BIC "SNP-1", de l'Institut de la Mer du Pérou (IMARPE), en utilisant une drague mise au point par Del Solar Cáceda, une mystérieuse et vaste communauté animale au large du Pérou, à une profondeur de 500 à 1100 mètres. Elle comprend de nombreuses espèces alors inconnues au Pérou, voire dans le monde. En hommage à Del Solar Cáceda, les scientifiques péruviens de l'IMARPE et les scientifiques nord-américains (University of Southern Californie et Smithsonian Institute, Dr. Garth) donnent son nom à six nouvelles espèces, par exemple: delsolaria enriquei. D'un point de vue commercial, les plus importantes seront des crevettes rouges et des crabes géants ou lithodes apparentés au crabe royal du Chili et à celui du Pacifique Nord. 

## Honneurs et distinctions
- Professeur Honoraire de l'Université nationale principale de San Marcos.
- Diplôme de l'Association des Biologistes de l'Institut de la Mer du Pérou (ABIMARPE) pour sa contribution à la science et au développement de la pêche au Pérou.

## Publications
- Exploración de las Áreas de Abundancia de la Merluza en la Costa Peruana a Bordo del "Bettina", Informe No. 8 IMARPE (1965)
- La Merluza (M. gayi) Como Indicador de la Riqueza Biótica de la Plataforma Continental del Perú, SOC. NAC. DE PESQUERIA DEL PERU (1968)
- Exploración Sobre Distribución de Langostinos y Otros Crustáceos de la Zona Norte. Inform. Esp. Cruceros SNP-1 7009 (Agosto-septiembre de 1970) DEL SOLAR E. Y ALAMO V.
- Exploración de Crustáceos en Aguas Profundas Esp. Crucero SNP-1, 7011 Y 7107 DEL SOLAR E. Y VILCHEZ R. (1971)
- Exploración de Crustáceos en Aguas Profundas Crucero SNP-1, 7105 IMARPE Inf. Especial DEL SOLAR E. Y MISTAKIDIS M. (1971)
- Exploración de Crustáceos en Aguas Profundas del Sur del Perú. Crucero SNP-1, 7201. Informe Especial IMARPE DEL SOLAR E. Y FLORES L.A. (1972)
- Addenda al Catálogo de Crustáceos del Perú Informe N: 30 IMARPE, Callao, Perú (1972)
- Lithodidae, Nueva Familia de Cangrejos Gigantes en el Perú (1981)
- Exploration des Zones d'Abondance du Colin dans la Côte Péruvienne à bord du "Bettina", Rapport Ne. 8 IMARPE (1965)
- Le Colin (M. gayi) Côme Indicateur de la Richesse Biótica de la Plate-forme Continentale du le Pérou, SOC. NAC. DE PESQUERIA DU PERU (1968)
- Exploration Sur Distribution de Langostinos et Autres Crustáceos de la Zone Nord. Inform. Esp. Croisières SNP-1 7009 (Août-septembre de 1970) DU SOLAIRE Et. Et ALAMO V.
- Exploration de Crustáceos en Eaux Profondes Esp. Croisière SNP-1, 7011 Et 7107 DU SOLAIRE Et. Et VILCHEZ R. (1971)
- Exploration de Crustáceos en Eaux Profondes Croisière SNP-1, 7105 IMARPE Inf. Spécial DU SOLAIRE Et. Et MISTAKIDIS M. (1971)
- Exploration de Crustáceos en Eaux Profondes du Sud du le Pérou. Croisière SNP-1, 7201. Rapport Spécial IMARPE DU SOLAIRE Et. Et FLEURS L.À. (1972)
- Addenda Au Catalogue de Crustáceos du le Pérou Informe N: 30 IMARPE, Callao, le Pérou (1972)
- Lithodidae, Nouvelle Famille de Crabes Géants en le le Pérou (1981)